# Língua macuxi
A Língua macuxi é uma das línguas karib, pertencente ao ramo venezuelano da família karib e sendo falada por mais de 15 mil pessoas no estado brasileiro de Roraima, na Guiana e na Venezuela. Os falantes nativos da língua são o povo indígena da etnia macuxi, os quais habitam a nordeste de Roraima em diversas comunidades, localizadas na região circum-Roraima, onde habitam em conjunto com outros povos indígenas da região.
A língua macuxi é referida pelo Atlas de línguas em perigo no mundo da UNESCO (2010) como em estado "vulnerável". Nesse sentido, as comunidades falantes da língua têm feito esforços para preservá-la por meio do ensino do macuxi em escolas indígenas locais a fim de continuar transmitindo sua língua e cultura herdadas através de seus antepassados. Outra medida importante de preservação foi a cooficialização das línguas macuxi e wapichana  no município de Bonfim localizado no estado de Roraima, sendo Bonfim a 3ª cidade brasileira a ter uma língua indígena como oficial.
O macuxi é escrito utilizando o alfabeto latino, fruto do contato dos macuxis com jesuítas que contribuíram no desenvolvimento de uma escrita para a língua. Esse contato também culminou em uma grande conversão da etnia ao cristianismo, a qual pratica a religião também em sua língua de origem.
A ordem padrão dos elementos sintáticos da frase transitiva em macuxi é OVS (Objeto-Verbo-Sujeito). Esse alinhamento é extremamente raro e só está presente em 0,9% das línguas do mundo.Ademais, a duração dos fonemas é muito importante fonologicamente para a língua também. Um exemplo disso é que se a pronúncia da vogal de uma palavra for alongada, essa palavra pode ter seu significado alterado.

## Etimologia
Macuxi, macusi, makushi, makuxi, makuchi, (ou na escrita nativa: makusi) são todos endônimos da língua, derivados da mesma possível origem relacionada à partícula -maku, nos quais altera-se sutilmente a grafia e a pronúncia dependendo da língua em que é falado ou escrito. Por exemplo: na língua portuguesa se escreve macuxi, na língua inglesa se escreve macushi, etc.
Essa partícula maku pode ser encontrada no nome da principal entidade da cosmologia macuxi denominada Makunaimî que integra as partículas: maku significando "povo que existia no passado" e naimî que significa "grandeza". Ou seja, Makunaimî é "o grande povo que existia no passado". Essa relação entre Makunaimî e o povo antigo simboliza a importância da ancestralidade para o povo macuxi por meio de seus mitos e histórias, uma vez que a partícula maku também é utilizada no nome da própria língua: makusi.
Acerca de Makunaimî, ressalta-se que o personagem literário "Macunaíma" da obra "Macunaíma: o herói sem nenhum caráter" de Mário de Andrade é fortemente inspirado pela entidade mitológica dos macuxis e outros povos pemon. O arquétipo de Macunaíma enquanto personagem foi baseado em Makunaimî, sendo ambos considerados personagens ambíguos, astutos e mediadores entre mundos.

## Distribuição
Os falantes da língua macuxi são indígenas da etnia macuxi distribuídos na área circum-Roraima, compreendida pelas terras altas e a região de planície vizinhas em torno da cadeia de montanhas de Roraima, onde os povos kapon e pemon têm suas terras natais tradicionais. De forma mais prática, trata-se da região de fronteira entre o Brasil, Venezuela e Guiana, tendo o monte Roraima como principal referência geográfica.

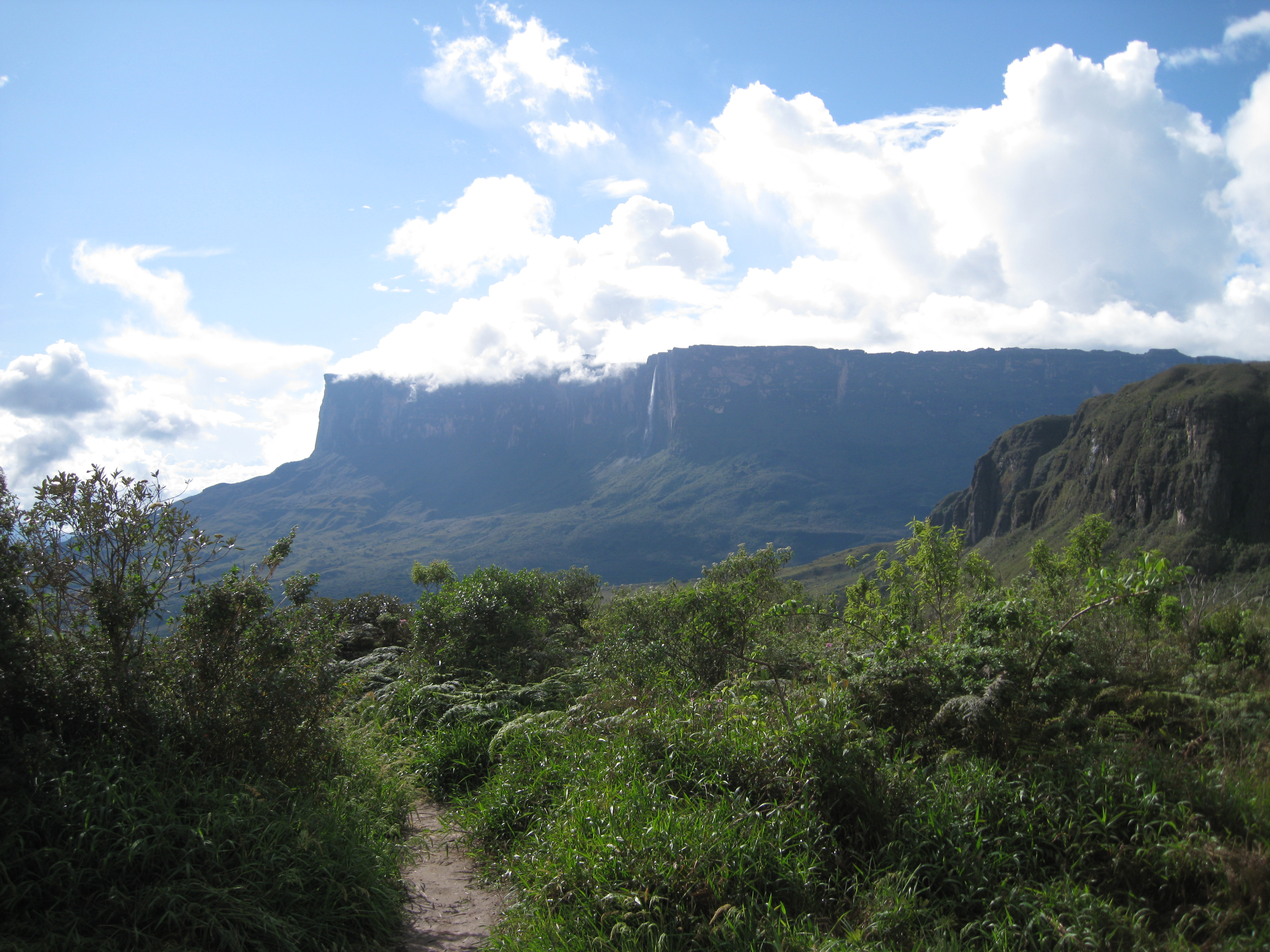
Monte Roraima

Os macuxi da região circum-Roraima estão concentradas, principalmente à nordeste de Roraima, em sua maioria nas Terras Indígenas (TI) de Raposa-Serra do Sol (85 aldeias) e São Marcos (24 aldeias), além de aldeias isoladas nos vales dos rios Uraricoera, Amajari e Cauamé. Na porção guianense, estima-se que habitam 50 aldeias no interflúvio Maú(Ireng)-Rupununi.

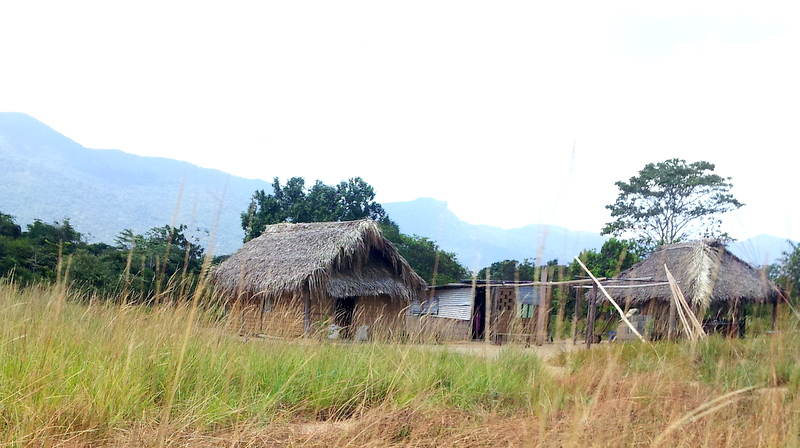
Povoado macuxi

Apesar da ampla presença do povo macuxi nessas regiões, nem todos da etnia são falantes da língua macuxi. Os mais jovens estão aprendendo a língua portuguesa como língua materna por influência da colonização europeia, marginalização e preconceito com a sua língua e cultura indígenas historicamente tratadas como inferiores. Dessa forma, o macuxi é uma língua que tem sido, em sua maioria, utilizada pelos mais velhos, os quais são os principais responsáveis por manter a língua viva entre a população. Estima-se que mais de 32% do povo macuxi ainda fale a língua atualmente.

### Dialetos
O macuxi apresenta dois dialetos principais entre seus falantes: o dialeto das serras e o dialeto do lavrado. O dialeto das serras é mais praticado pelos macuxi que vivem na região das serras, as quais se localizam ao norte do monte Roraima. Enquanto isso, o dialeto do lavrado é falado pelos macuxi das regiões de planície, localizadas ao sul do monte Roraima.

### Línguas pemonguianas
Abbott  aponta o macuxi como mutualmente inteligível com a língua taurepangue e intimamente relacionado com as línguas akawaio, kamaracoto e patamona. Essas línguas são todas de povos que habitam a região circum-Roraima, onde acredita-se ter sido a origem dos povos de família linguística karib que se expandiram rumo às ilhas do Caribe ao norte e em direção à bacia do Xingu ao sul. O macuxi pertence ao ramo venezuelano e, mais especificamente, ao grupo pemonguiano da família, o qual se divide nos subgrupos pemong e kapon. O povo macuxi tem mais contato com os povos pemon, dos quais muitos são falantes de taurepangue, o que justifica a inteligibilidade.
| Macuxi      | Taurepangue | Akawaio   | Significado |
| ----------- | ----------- | --------- | ----------- |
| tuna        | tuna        | tuna      | água        |
| a'ne        | a´nek       | a'ne'     | quente      |
| ekaranmapo' | ekamapo     | ekama'po  | perguntar   |
| deren       | eren        | eren      | canção      |
| ioroi       | roroik      | aroi/eroi | caju        |

## História
A língua e sociedade macuxi contemporâneas são fruto de suas históricas relações com os indígenas e não-indígenas. A chegada dos colonizadores foi responsável por mudanças estruturais na composição étnica da região circum-Roraima.

### Formação da língua
Antes de qualquer europeu chegar na Abya Yala (continente americano), aponta-se que, há mais de mil anos, a família linguística karib era uma única língua, trazida pelos primeiros povos que passaram a habitar a região circum-Roraima: tribos asiáticas que emigraram pelo estreito de Bering, e que com a diáspora  para outras regiões, as línguas divergiram. A partir das mudanças que o povo macuxi começou a inserir em sua fala, a língua homônima passou a existir.

### Primeiros registros
A vinda dos colonizadores portugueses no século XVIII às regiões onde os macuxi viviam, levou a diversas mudanças na relação dos macuxi com a própria língua.
Os primeiros registros a surgirem foram de estudiosos que eram, em sua maioria, da Europa.Em 1832, o naturalista austríaco Johan Natterer foi a primeira pessoa a redigir uma lista de vocabulário da língua, a qual se tornaria importante para os estudos que viriam a seguir.
Durante o século XIX, outros estudiosos como o etnógrafo brasileiro Rodrigues e Lucien Adam produziram mais listas de vocabulário macuxi e de outras línguas caribes, tendo sido o trabalho de Adam amplamente usado em análises comparativas pela qualidade do que foi apresentado. Posteriormente, já no século XX, alguns trabalhos que se destacaram foram os do etnógrafo e linguista alemão Theodor Koch-Grünberg que escreveu alguns vocabulários e alguns itens gramaticais e o de Curt Nimuendajú que coletou listas de palavras e expressões macuxi, catalogando-as com sua própria coleção de símbolos fonéticos.
Missionários da igreja católica e estudiosos do Summer Institute of Linguistics (SIL) também realizaram estudos acerca da língua macuxi e outras línguas amazônicas, entre esses se destacam Miriam Abbott. Juntamente a esses, o Museu Paraense Emílio Goeldi também tem apoiado a pesquisa de línguas karib.

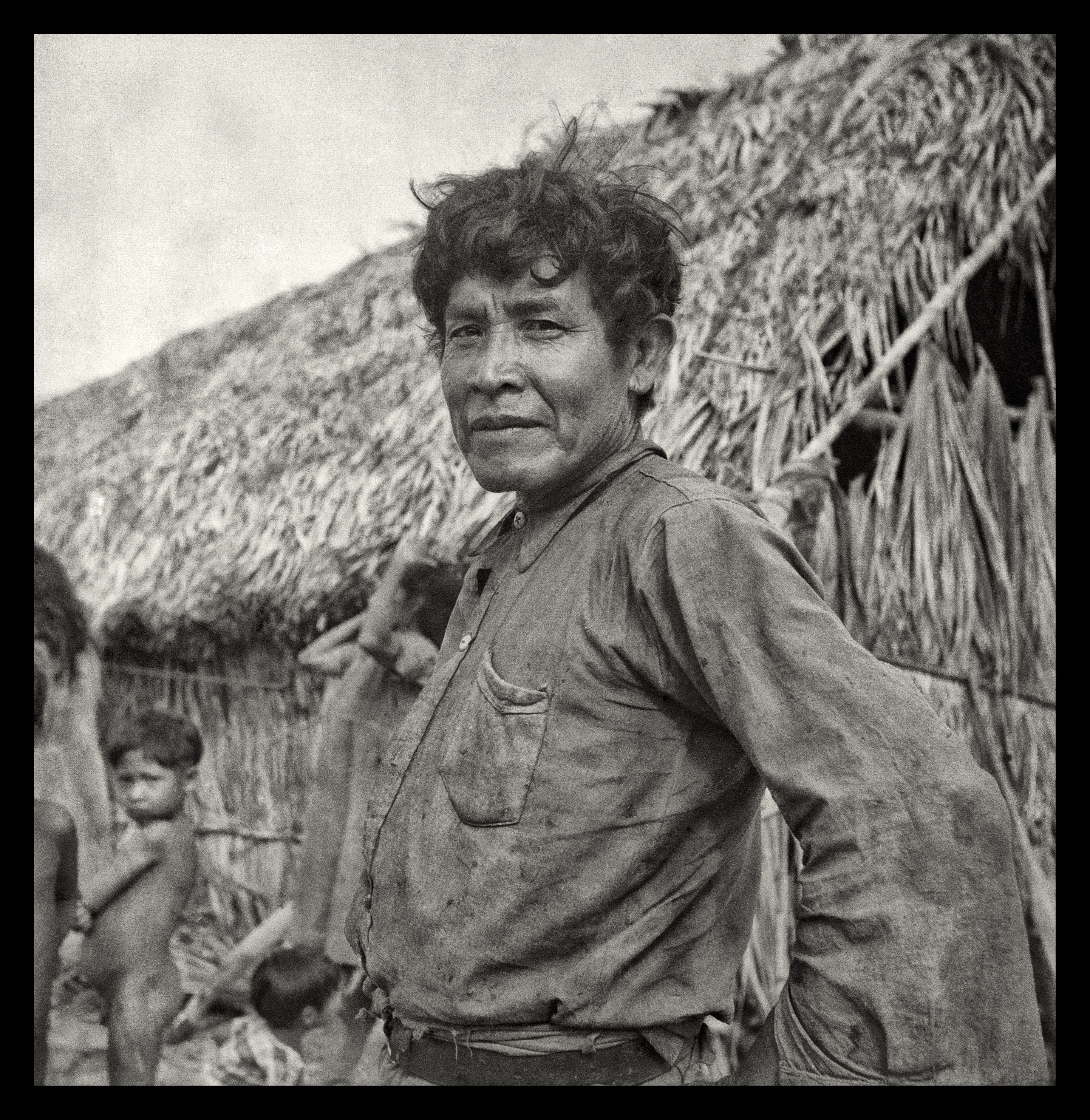
Homem macuxi.

### Mudanças linguísticas e culturais
Perdas culturais
As relações violentas entre os não-indígenas e os macuxis levaram a perdas significativas para a identidade, cultura e língua macuxis. As práticas focadas em envolver os macuxi à sociedade envolvente, as quais incluiram usar a população como mão-de-obra forçada em fazendas levaram-os a desvalorizar a própria língua considerada como "gíria", enquanto apenas o português era a  língua "boa" como diziam os brancos.
Houve também órgãos que contribuíram para o apagamento da cultura e língua macuxi, sendo esses principalmente: a missão da Ordem de São Bento e o Serviço de Proteção ao Índio (SPI) focados em, respectivamente, catequizar e estimular o aprendizado pelas crianças da cultura dos brancos em detrimento da cultura macuxi, a partir do ensino da língua portuguesa em escolas indígenas nas comunidades macuxi, por exemplo. Essencialmente, esses órgãos convergiram no propósito de dominar o povo macuxi no campo cultural e religioso, além de contribuir no apagamento de sua língua.
Esse contexto de dominação cultural e religiosa sobre os macuxi também levou à escrita da Bíblia Sagrada em língua macuxi após estudos de diversos missionários da Igreja Católica focados em evangelizar os indígenas. Todo esse contexto, levou muitos macuxis a se converterem ao cristianismo, inclusive, a maior parte do povo macuxi se considera adventista.
Empréstimos do português
O contato entre macuxis e europeus, juntamente à mudança do estilo de vida macuxi graças ao envolvimento com a sociedade envolvente levaram à ocorrência de alguns empréstimos linguísticos que não costumavam ser do cotidiano do povo macuxi, sendo essa uma mudança notável que a língua apresentou durante o tempo. Pode-se citar como exemplo desses empréstimos, os nomes de animais que os macuxi passaram a criar após conhecê-los devido ao contato com não-indígenas.
| Macuxi  | Português  |
| ------- | ---------- |
| paka    | vaca       |
| poti    | bode/cabra |
| kariuna | galinha    |
| kaware  | cavalo     |

### Preservação atual da língua
Recentemente, diferentes ações têm sido tomadas no âmbito da preservação da língua macuxi que tem sido cada vez menos falada pelos mais jovens que a usam normalmente apenas como segunda língua. A principal dessas ações têm sido o ensino da língua em escolas indígenas, principalmente, para jovens.
O ensino da língua macuxi nas escolas tem se mostrado essencial para sua preservação em meio à comunidade indígena, fruto de lutas por uma educação indígena libertadora em Roraima que contemple os anseios e particularidades das populações indígenas.Um grande feito no âmbito da pedagogia da língua macuxi foi a escrita de uma Gramática Pedagógica da Língua Macuxi pela Organização dos Professores Indígenas de Roraima (OPIRR) para auxiliar outros professores no ensino da língua nas comunidades e levar o conhecimento das língua e cultura indígenas para qualquer leitor.
Além dessas medidas, a cooficialização das línguas macuxi e wapichana no município de Bonfim e Cantá em Roraima através da lei Nº 211 de 04 de dezembro de 2014 também constituiu um avanço significativo na valorização e preservação da língua, sendo Bonfim o 3º município brasileiro a ter uma língua indígena como oficial.
Em linhas gerais, o status de língua cooficial obriga os municípios a: prestar os serviços públicos básicos de atendimento ao público  nas duas línguas cooficiais, produzir a documentação pública nas duas línguas e incentivar o aprendizado e o uso das línguas cooficiais nas escolas, comunidades e nos meios de comunicação.

## Fonologia

### Consoantes
O macuxi conta com 11 fonemas consonantais, divididos em 5 obstruentes (/p/,/t/,/k/,/s/e /ʔ/ )e 6 soantes(/m/,/n/,/ŋ/,w/,/ɾ/ e /j/).Algumas dessas consoantes contam com alofones:  /b/,/ð/e /β/ são alofones de /p/; /d/  é alofone de /t/; /g é alofone de /k/; /z/,   /ʃ/ e /ʒ/ são alofones de /s/ e /ɲ/ é alofone de /n/.
As consoantes /p/; /t/ e /k/ podem sofrer um processo de alongamento, o que indica que a duração dos fonemas é de considerável relevância fonológica na língua e podem ser representadas por /p:/; /t:/ e /k:/. Em geral, seguem abaixo os fonemas consonantais da língua macuxi:
|             |             | Labial | Alveolar | álveolo-palatal | Velar | Glotal |
| ----------- | ----------- | ------ | -------- | --------------- | ----- | ------ |
| Oclusiva    | Oclusiva    | p      | t        |                 | k g   | ʔ      |
| Fricativa   | Fricativa   |        | s        |                 |       | h      |
| Nasal       | Nasal       | m      | n        |                 | ŋ     |        |
| Vibrante    | Vibrante    |        | ɾ        |                 |       |        |
| Aproximante | Aproximante | w      |          | j               |       |        |

### Vogais
O macuxi apresenta 6 fonemas vocálicos: /a/, /e/, /i/;,/ɨ/, /o/ e /u/. Todos esses 6 fonemas sofrem processo de alongamento e de nasalização. Também existem alofones entre as vogais: /ɛ/ é alofone de /e/; /ɔ/ é alofone de /o/ e /ə/ é alofone de /a/.
A duração dos fonemas vocálicos tem grande relevância fonológica, a pronúncia de uma vogal em sua forma curta ou longa pode mudar o significado da palavra, como nos exemplos: asarî (eu ando) e asaarî (tu andas); eseerenka (eu canto) e eeseerenka (tu cantas); ipî (para ele/ela) e iipî (ele/ela vem); wîi (sucuriju) e wîî (matar); mo' (minhoca) e moo (quieto) e  yu' (mato/mata) e yuu (comida feita de farinha ou beiju).Em geral, seguem abaixo as vogais da língua macuxi:

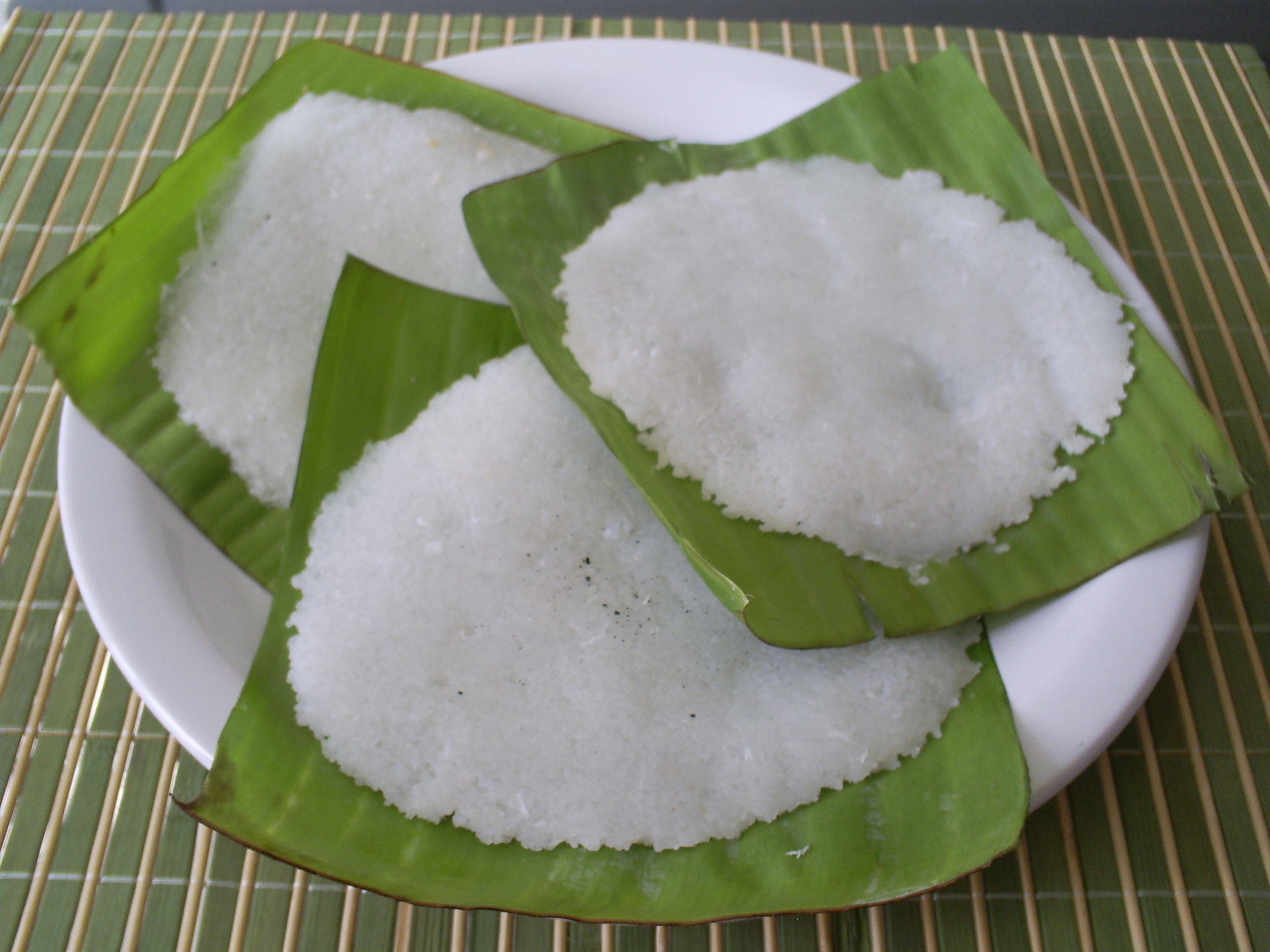
O beiju (feito de mandioca), é um dos poucos alimentos disponíveis durante o ano todo para o povo macuxi.

|             | Anterior | Central | Posterior |
| ----------- | -------- | ------- | --------- |
| Fechada     | i        | ɨ       | u         |
| Semifechada | e        |         | o         |
| Média       |          |         |           |
| Semiaberta  |          |         |           |
| Aberta      | a        |         |           |

### Tons
Existem 2 tons na língua macuxi, os quais recaem no núcleo silábico e são usados para diferenciar semanticamente as palavras. Esses tons são: o tom baixo (`) e o tom alto (´) . O tom marcado na língua é o tom alto (´) que pode aparecer na última, penúltima ou antepenúltima sílaba para palavras de até 3 sílabas. Em palavras de 4 ou mais sílabas, os tons são alternados. Em geral, afixos não têm tons em sua forma original, mas se forem sufixados à raiz de uma palavra em frases declarativas podem receber o tom baixo. Seguem abaixo exemplos de como os tons influenciam no sentido da palavra:
| Macuxi | Português         |
| ------ | ----------------- |
| áyáá   | planta trepadeira |
| áyà    | caranguejo        |
| áya    | dentro de você    |

## Ortografia
O sistema de escrita da língua macuxi é o alfabeto latino trazido por missionários da Igreja Católica que tiveram contato com os indígenas. Assim como outras línguas que usam esse alfabeto, o macuxi é escrito da esquerda para a direita e de cima para baixo. No caso da língua macuxi, são usados 15 caracteres do alfabeto latino, dos quais 9 representam consoantes e 6 representam vogais. Seguem abaixo os caracteres maiúsculos e minúsculos, suas correspondências no AFI e a aproximação de suas pronúncias na língua portuguesa:
| Maiúsculo | Minúsculo | Fonema AFI | Aproximação            |
| --------- | --------- | ---------- | ---------------------- |
| A         | a         | /a/        | alho                   |
| A         | a         | /ə/        | Ana                    |
| E         | e         | /e/        | mesa                   |
| E         | e         | /ɛ/        | pé                     |
| I         | i         | /i/        | preguiça               |
| K         | k         | /k/        | casa                   |
| K         | k         | /g/        | gato                   |
| M         | m         | /m/        | mão                    |
| N         | n         | /n/        | nada                   |
| N         | n         | /ɲ/        | nhoque                 |
| N         | n         | /ŋ/        | sing (inglês)          |
| O         | o         | /o/        | comida                 |
| O         | o         | /ɔ/        | só                     |
| P         | p         | /p/        | pá                     |
| P         | p         | /b/        | bola                   |
| P         | p         | /ð/        | this (inglês)          |
| R         | r         | /ɾ/        | troca                  |
| S         | s         | /s/        | sala                   |
| S         | s         | /z/        | zebra                  |
| S         | s         | /ʃ/        | charme                 |
| S         | s         | /ʒ/        | loja                   |
| T         | t         | /t/        | tudo                   |
| T         | t         | /d/        | dado                   |
| U         | u         | /u/        | uva                    |
| Î         | î         | /ɨ/        | ybytyra (tupi antigo). |
| W         | w         | /w/        | quando                 |
| W         | w         | /β/        | lava (espanhol)        |
| Y         | y         | /i/        | limão                  |
| Y         | y         | /j/        | ideia                  |
| '         | '         | /ʔ/        | uh-oh (inglês)         |

## Gramática

### Pronomes

#### Pronomes pessoais
Os pronomes pessoais são usados para referenciar uma pessoa do discurso sem necessariamente citar seu nome. Na primeira pessoa do plural, existem dois pronomes que podem ser utilizados: anna que exclui o interlocutor (nós, excluindo você) e uurînîkon (nós, incluindo você).
Os pronomes pessoais podem aparecer em sua forma independente ou podem aparecer nas frases como afixos pronominais e até mesmo como formas irregulares do verbo wanî (ser/ estar). As formas independentes dos verbos são usadas para destacar o elemento sintático em que eles estão inseridos. Ou seja, se estão na função de sujeito ou de objeto colocam-os como foco da frase. Seguem abaixo os pronomes pessoais independentes em macuxi: 
| 1ª pessoa | 2ª pessoa | 3ª pessoa |
| --------- | --------- | --------- |
| uurî      | amîrî     | mîîkîrî   |

|           | 1ª pessoa | 2ª pessoa  | 3ª pessoa     |
| --------- | --------- | ---------- | ------------- |
| inclusivo | uurînîkon | amîrînîkon | to’/ inkamoro |
| exclusivo | anna      | -          | -             |

Pronomes pessoais como afixos pronominais
Quando colocados como afixos pronominais, os pronomes pessoais podem aparecer antes ou depois de um verbo. Se o pronome pessoal é um objeto ele aparece como um prefixo pronominal ao verbo que se refere, porém se estiver na função de sujeito eles aparecem como sufixo ao verbo, junto ao sufixo ergativo -ya que marca o sujeito.Em orações intransitivas, não se colocam afixos pronominais em 3ª pessoa e vale ressaltar que o afixo -a referente à 2ª pessoa do singular pode não ser utilizado, havendo uma ausência de afixo. Nas pessoas do plural não se usam afixos pronominais.
| 1ª pessoa | 2ª pessoa | 3ª pessoa |
| --------- | --------- | --------- |
| -u        | -/-a      | -i        |

Pronomes pessoais como formas irregulares do verbo wanî (ser/estar)
Essa utilização dos pronomes pessoais também se mostra comum entre os falantes. Sendo uma forma de usar os pronomes pessoais como sujeito a partir de variações de um dos principais verbos da língua: wanî. Pelo que se indica, essa forma só é possível no singular.
|          | 1ª pessoa | 2ª pessoa | 3ª pessoa |
| -------- | --------- | --------- | --------- |
| singular | wai       | nan       | man       |

#### Pronomes demonstrativos
Os pronomes demonstrativos são usados para indicar a posição de objetos, pessoas ou seres em relação ao falante. Em macuxi, tais pronomes variam no caso de referirem a seres animados ou inanimados. Eles também variam em número e distância tendo o falante como referência, podendo ser proximais (próximo ao falante) ou distais (longe do falante). Diferentemente dos pronomes pessoais, não parecem haver formas alternativas dos pronomes demonstrativo ou seu uso por meio de afixos pronominais.
Pronomes demonstrativos inanimados
Existem 2 pronomes demonstrativos para seres inanimados, sendo esses: seeni que é usado para se referir a objetos que estão próximos de quem fala e mîrîrî que se usa para se referir a objetos que estão distantes do falante. Seeni é usado para expressar tanto o singular quanto o plural, enquanto mîrîrî denota somente singular. O plural para seres que estão distantes do falante é o mesmo para animados e inanimados, sendo esse: inkamoro.
|          | proximal | distal   |
| -------- | -------- | -------- |
| singular | seeni    | mirîrî   |
| plural   | seeni    | inkamoro |

Pronomes demonstrativos animados
Para os seres animados, usam-se outros 2 pronomes que são: mîserî para pessoas ou seres animados que estejam perto da falante e mîîkîrî para seres que estejam longe do falante. Ambos pronomes mîserî e mîîkîrî denotam somente o singular. O plural é dado pelo pronome inkamoro, o qual se usa para seres animados ou inanimados.
|          | proximal | distal   |
| -------- | -------- | -------- |
| singular | mîserî   | mîîkîrî  |
| plural   | inkamoro | inkamoro |

### Substantivos
Em macuxi, os substantivos são dividos em animados e inanimados. Os animados se referem a seres vivos como animais e pessoas, enquanto os inanimados se referem a objetos ou plantas, por exemplo.Os substantivos se flexionam apenas em número, mas alguns podem ter o gênero marcado.
Número
A flexão em número para os substantivos depende da animacidade dele, ou seja, se é um substantivo animado ou inanimado. A depender desse critério, eles recebem sufixos diferentes para o plural, apesar de existirem algumas exceções.
Substantivos animados recebem o sufixo -yamî:
| Singular | Português | Plural     | Português |
| -------- | --------- | ---------- | --------- |
| moro'    | peixe     | moro'yamî  | peixes    |
| kaware   | cavalo    | kawareyamî | cavalos   |
| paaka    | vaca      | paakayamî  | vacas     |

Substantivos inanimados recebem o sufixo -kon:
| Singular | Português | Plural   | Português |
| -------- | --------- | -------- | --------- |
| tî'      | pedra     | tî'kon   | pedras    |
| wîttî    | casa      | wittîkon | casas     |
| yei      | árvore    | yeikon   | árvores   |

Alguns substantivos recebem o sufixo -san:
| Singular | Português | Plural   | Português |
| -------- | --------- | -------- | --------- |
| wîrî'    | mulher    | wîrî'san | mulheres  |
| more     | criança   | moresan  | crianças  |

Existem também casos que substantivos animados recebem o sufixo de substantivos inanimados (-kon):
| Singular | Português | Plural     | Português |
| -------- | --------- | ---------- | --------- |
| warayo'  | homem     | warayo'kon | homens    |
| o'ma     | bicho     | o'makon    | bichos    |

Gênero
Na maioria dos substantivos, não existe flexão de gênero em macuxi. Contudo, alguns substantivos podem receber o sufixo -pa para indicar o gênero feminino, sendo a maioria desses referentes a animais:
| Masculino | Português    | Feminino  | Português     |
| --------- | ------------ | --------- | ------------- |
| pixaana   | gato         | pixaanapa | gata          |
| makuusi   | homem macuxi | makuusipa | mulher macuxi |
| kaikusi   | onça-macho   | kaikusipa | onça-fêmea    |

### Posposições
As posposições são sufixos integrados aos substantivos em macuxi para indicar relações semânticas de direção, local, companhia e instrumento. Elas também podem vir separadas dos substantivos mas não podem vir antes.
Posposições locativas
As posposições locativas podem variar dependendo do lugar ao qual ela se refere e também a partir da posição do agente em relação ao lugar:
| Lugar                 | em direção de | em/de/junto de | fora de   |
| --------------------- | ------------- | -------------- | --------- |
| roça, mato, buraco    | ya            | yapai          | yapairî   |
| pessoas, árvores      | pia           | pia pai        | pia pairî |
| casa, estrada, aldeia | ta            | tapai          | tapairî   |
| água, rio             | ka            | kapai          | kapairî   |
| cidade, aldeia, monte | pona          | poi            | poirî     |

Posposição de instrumento
A posposição de instrumento é o sufixo -ke que ocorre após o substantivo. Por exemplo: Warayo’ eesenyaka’ma sanpake. (O homem trabalha com a enxada).

### Verbos
Os verbos em macuxi têm as categorias gramaticais de modo e de tempo/aspecto. Sua flexão se dá baseando-se na pessoa gramatical e no número. Os verbos também podem ser substantivados a partir de sufixos, seja para indicar ações de costume ou outros substantivos.
Verbo wanî (ser/estar)
O verbo wanî equivalente a "ser" ou "estar" em português e é essencial na língua macuxi. Esse verbo pode ser flexionado tanto de forma regular como irregular em pessoa e número.
|          |           | 1ª pessoa | 2ª pessoa | 3ª pessoa |
| -------- | --------- | --------- | --------- | --------- |
| Singular | Singular  | wanî      | awanî     | awanî     |
| Plural   | inclusivo | e'nîkon   | awanîkon  | to'wanî   |
| Plural   | exclusivo | anna wanî | -         | -         |

|          |           | 1ª pessoa     | 2ª pessoa      | 3ª pessoa |
| -------- | --------- | ------------- | -------------- | --------- |
| Singular | Singular  | wai           | nai            | man       |
| Plural   | inclusivo | uurînîkon man | amîrînîkon man | to’ man   |
| Plural   | exclusivo | anna man      | -              | -         |

O verbo wanî também tem formas interrogativas:
|          | 2ª pessoa | 3ª pessoa |
| -------- | --------- | --------- |
| Singular | nan?      | nai?      |
| Plural   | na'tî?    | to'nai?   |

#### Tempo verbal
Em macuxi existem 3 tempos verbais: passado, presente e futuro. O tempo passado é usado para descrever eventos que já ocorreram ou que ocorriam em um momento prévio. O tempo presente é usado para descrever eventos que acontecem no momento da fala, fatos ou eventos do cotidiano. O tempo futuro trata de eventos que ainda vão acontecer.
Passado
O tempo passado é marcado gramaticalmente pela adição do sufixo -'pî à raiz do verbo.
| Macuxi                                | Português                  |
| ------------------------------------- | -------------------------- |
| Uutî’pî epîremai.                     | Fui rezar.                 |
| Aaipî’pî komîya.                      | Ele/ela veio à tarde.      |
| Maraarîpra moro’yamî wanî’pî iku’pîka | Tinha muito peixe no lago. |

Presente
O tempo presente é dado gramaticalmente pela raiz do verbo isolada ou com a presença de uma das formas irregulares do verbo wanî.
| Macuxi                       | Português                    |
| ---------------------------- | ---------------------------- |
| Ko’ko wanî uyewî’ta.         | Vovó está na minha casa.     |
| Kaxiiri tîwatî’pî manon man. | A moça está fazendo caxiri.  |
| A’nîpu yainasa man ipoope.   | O amendoim torrado é gostoso |

Futuro
O tempo futuro mantém a raiz do verbo e é indicado pela presença de um advérbio de tempo na frase ou de expressões de tempo como kupî sirîrî (um dia).
| Macuxi                    | Português                     |
| ------------------------- | ----------------------------- |
| Penane inkamoro esenkama. | Amanhã aqueles vão trabalhar. |
| Wî’poro uutî kupi sirîrî. | Um dia vou para a serra.      |

#### Aspecto
O aspecto verbal indica como uma ação se desenvolve no tempo. O macuxi possui diferentes indicações de aspectos verbais: ações recém-concluídas; repetição de uma ação no passado, a finalidade ou a obrigação de realizar uma ação. Cada um desses aspectos é marcado gramaticalmente por meio de afixos.
Ação recém-concluída
Para indicar ações recém-concluídas, ou seja, que a ação do verbo já se completou, usa-se o sufixo -sa ao verbo de ação. Para verbos em que a ação não foi completada não se usa este sufixo.
| Macuxi                 | Português       |
| ---------------------- | --------------- |
| Amooko entamo’kosa man | Vovó já comeu   |
| Wei eratîsa            | O sol já virou. |

Repetição de ação
Ações do passado que não foram terminadas e acontecem múltiplas vezes estão nesse aspecto verbal. Elas são indicadas pela adição do sufixo -pitî'pî à raiz do verbo.
| Macuxi                     | Português                  |
| -------------------------- | -------------------------- |
| To’ eserenkapîtî’pî.       | Eles cantavam.             |
| Moreyamî esenupapîtî’pî.   | As crianças estudavam.     |
| Pemonkonyamî asarepîtî’pî. | As pessoas se alimentavam. |

Obrigação e Finalidade
A obrigação ou necessidade de fazer alguma atividade adentram esse aspecto verbal e se dão pelo sufixo -to'pe após o verbo.
| Macuxi                           | Português                            |
| -------------------------------- | ------------------------------------ |
| Rîkkapî sîrîrî penane uutîto’pe. | Vou descansar para ir amanhã.        |
| Tuma yenpotî entaikanto’pe.      | Coloca damurida para queimar a boca. |

Ações feitas com alguma finalidade específicas, mas sem uma conotação obrigatória são marcados pelo sufixo -pa no verbo.
| Macuxi                              | Português                             |
| ----------------------------------- | ------------------------------------- |
| Warana ya’wîrenka maamaya irintîpa. | Mamãe vai pelar a paca para cozinhar. |
| Esenyawa mîrîrî pia’sanpe tîwanîpa. | Ele estuda para ser pajé              |

Para expressar ações feitas com algum propósito em verbos de movimento são usados os sufixos -i e -se. O sufixo -i é usado após verbos regulares e o sufixo -se para verbos irregulares que perdem a última sílaba para receber o sufixo.
| Macuxi                | Português           |
| --------------------- | ------------------- |
| U’wi era’mai uutî’pî. | Fui buscar farinha. |
| Kaxiiri yenîse uutî.  | Vou tomar caxiri.   |

#### Modo
A língua macuxi apresenta 7 modos verbais: indicativo, imperativo, exortativo, interrogativo, negativo, potencial e desiderativo. Cada um é usado para expressar frases com diferentes intenções.
Indicativo
O modo indicativo é usado para expressar declarações verdadeiras e certas. Esse modo verbal não é gramaticalmente marcado em macuxi.
| Macuxi                       | Português                     |
| ---------------------------- | ----------------------------- |
| Uyonpa erepamî’pî ko’manpra. | Meus parentes chegaram ontem. |
| Mîîkîrî awenna’po penane.    | Ele volta amanhã.             |

Imperativo
O modo imperativo é usado para expressar pedidos ou ordens. O imperativo é marcado gramaticalmente pelos sufixo -kî para verbos no singular e -tî para verbos no plural. Nos verbos de movimento, ele é marcado pelo sufixo -ta no singular e -tantî no plural. O imperativo negativo é marcado pelo prefixo -k e o sufixo -i no singular e o prefixo -k e o sufixo -tî no plural.
| Macuxi         | Português       |
| -------------- | --------------- |
| Ewonkî.        | Entre           |
| Eseurîmatî .   | Falem.          |
| Tuna era’mata. | Vá buscar água. |
| Kewomîtî.      | Não entrem      |

Exortativo
O modo exortativo é usado para  convidar alguém a participar de alguma ação que se pretende fazer em conjunto. Esse modo verbal é marcado gramaticalmente pelo sufixo -n/-nî, a palavra painîkon (desejo) e o verbo auxiliar man. Em verbos que terminam com a sílaba -mî o sufixo -n/-nî substitui a última sílaba.
| Macuxi                                     | Português                |
| ------------------------------------------ | ------------------------ |
| Wîtîn painîkon man.                        | Vamos viajar.            |
| Tuminku yai eserenkan painîkon man.        | Vamos cantar no domingo. |
| Morîîpe taatauxinpai ko’manî painîkon man. | Vamos viver alegres.     |

Interrogativo
O modo interrogativo é utilizado para realizar perguntas. Ele não tem nenhuma marcação gramatical, mas podem ser usados advérbios interrogativos ou formas pronominais interrogativas do verbo wanî.
| Macuxi                   | Português             |
| ------------------------ | --------------------- |
| Piasan mîîkîrî?          | Ele é pajé?           |
| O’non pata attî, amooko? | Aonde vai, vovô?      |
| Emi’ne na’tî?            | Vocês estão com fome? |

Negativo
É o modo verbal usado para fazer negações. Nos verbos, ele é marcado por pepîn que vem logo após o verbo sem anexar-se à sua raiz. A partícula pra também é usada para negar o verbo wanî em suas formas irregulares. O advérbio kaane (não) também costuma ser usado como respostas negativas a perguntas.
| Macuxi                | Português           |
| --------------------- | ------------------- |
| Kaane, pri’ya pra wai | Não, não estou bem. |

Potencial
O modo potencial utilizado para expressar a possibilidade, permissão ou probabilidade de um evento ocorrer. As frases de modo potencial têm a partícula eepaino após o verbo que expressa uma possibilidade dentro da frase.
| Macuxi         | Português         |
| -------------- | ----------------- |
| etauya eepaino | Talvez eu escute. |
| epaaka eepaino | Poderia sair?     |

Desiderativo
O modo desiderativo expressa o desejo de que alguma situação ocorra. Ele é marcado gramaticalmente pelo sufixo -pai após o verbo.
| Macuxi               | Português                       |
| -------------------- | ------------------------------- |
| samantapai pera wai. | eu não estou disposto a morrer. |

#### Sentenças
Orações transitivas
Em macuxi, a ordem natural da frase para orações transitivas é objeto-verbo-sujeito (OVS). Nessas orações, o sujeito leva o sufixo ergativo -ya que permite o falante colocá-lo no início da frase para evidenciá-lo como foco da frase, colocando a oração na ordem sujeito-objeto-verbo (SOV). Diferentemente do sujeito, o objeto deve sempre vir antes do verbo.
| Exemplo | Exemplo   | Frase                                   |
| ------- | --------- | --------------------------------------- |
| 1       | Macuxi    | Upon (O) rona’pî (V) ko’ko’ya (S).      |
| 1       | Português | Vovó lavou minha roupa.                 |
| 2       | Macuxi    | Waranaya (S) kîse (O) ya’sa man(V)      |
| 2       | Português | A paca comeu mandioca.                  |
| 3       | Macuxi    | Wa'wa' (O) rona'pî (V) paapaya (S).     |
| 3       | Português | Papai lavou a criança.                  |
| 4       | Macuxi    | Paapaya (S) non pata (O) koneka'pî (V). |
| 4       | Português | Deus fez a terra.                       |

Orações intransitivas
Nas orações intransitivas a ordem é sujeito-verbo (SV) e não ocorre sufixo ergativo -ya para o sujeito. Isso significa que o sujeito não pode mudar sua posição na oração.
| Exemplo | Exemplo   | Frase                    |
| ------- | --------- | ------------------------ |
| 1       | Macuxi    | Maikan (S) wanî'pî (V)   |
| 1       | Português | Tinha uma raposa         |
| 2       | Macuxi    | U'iensi (S) senpo'pî (V) |
| 2       | Português | A minha filha nasceu     |

Alinhamento morfossintático
O macuxi é considerado uma língua ergativa-absolutiva, ou seja, o sujeito da oração intransitiva está sintaticamente mais próximo do objeto direto e oposto ao sujeito da oração transitiva. O caso ergativo da língua macuxi é marcado gramaticalmente com o sufixo ergativo -ya no sujeito da oração transitiva, enquanto o caso absolutivo não é marcado gramaticalmente nos sujeitos das orações intransitivas ou em objetos diretos.

## Vocabulário

### Diálogos curtos
Seguem abaixo alguns diálogos curtos do cotidiano do povo macuxi:
| Macuxi                                                                    | Português                                                                  |
| ------------------------------------------------------------------------- | -------------------------------------------------------------------------- |
| A) O'non pata attî? B) U'ievî'ta uutî sîrîrî.                             | A) Onde vai? B) Vou na minha casa.                                         |
| A) Morî pe nan? B) Inna, morî pe vai.                                     | A) Você está bom? B) Sim, estou bom.                                       |
| A) I' ienna'pîia? B) Paruru iuva'pîuia                                    | A) O que ele comprou? B) Ele comprou banana.                               |
| A) A'ne'pe upupai man. B) Eekomi'masa mîrîrî? A) Inna, ekomi'masa sîrîrî. | A) A minha cabeça está quente. B) Está com febre? A) Sim, estou com febre. |
| A) I' seni? B) Ioroi ieku seni.                                           | A) O que é isso? B) É vinho de caju (mocororó).                            |
| A) Anî mîîkîrî? B) Maikan mîîkîrî.                                        | A) Quem é ele? B) É uma raposa.                                            |
| A) I' pensa attî? B) Sîrîrî pe uutî.                                      | A) Quando você vai? B) Vou hoje.                                           |
| A) I'kai aaixa mîrîrî? B) Eseuremai adarakîrî uuixa sirîrî.               | A) Por que você veio? B) Vim para falar com você.                          |

### Numeração
Em macuxi, existem 4 números básicos:
| Numeral | Forma por extenso |
| ------- | ----------------- |
| 1       | tiwin             |
| 2       | saakîne           |
| 3       | seurîwîne         |
| 4       | saakîrîrî         |

Do número 5 até o número 10, a contagem é feita baseando-se na quantidade de dedos na mão, a qual vai de 1 a 4 dedos. Sendo contados os 5 dedos se fala "mão-toda". A posposição "pona" (para) e a expressão tîîmo'tai (mudando) se integram para a expressar a mudança ou inclusão de um novo dedo da mão na contagem: pona tîîmo'tai (mudando para) e se juntam a mia' (mão) e o número de dedos incluídos. Seguem os números 5 a 10 em macuxi:
| Numeral | Forma por extenso             | Tradução             |
| ------- | ----------------------------- | -------------------- |
| 5       | mia' taikin                   | "mão-lado"           |
| 6       | tiwin mia’ pona tîîmo’tai     | “mudando-mão-para-1” |
| 7       | saakîne mia’ pona tîîmo’tai   | "mudando-mão-para-2" |
| 8       | seurîwîne mia’ pona tîîmo’tai | "mudando-mão-para-3" |
| 9       | saakîrîrî mia’ pona tîîmo’tai | "mudando-mão-para-4" |
| 10      | mia’ tamî’nawîrî              | "mão-toda"           |

De 11 até 20 contam-se os dedos dos 2 pés de forma similar aos dedos das mãos, porém ao invés de mia' (mão), a palavra para representar os dedos dos pés é pu' (pé). Além dessa, a palavra iratai' (outro) é usada para identificar quando se está referindo ao outro pé:
| Numeral | Forma por extenso                   | Tradução                       |
| ------- | ----------------------------------- | ------------------------------ |
| 11      | tiwin pu’ pona tîîmo’tai            | "mudando-pé-para-1"            |
| 12      | saakîne pu’ pona tîîmo’tai          | "mudando-pé-para-2"            |
| 13      | seurîwîne pu’ pona tîîmo’tai        | "mudando-pé-para-3"            |
| 14      | saakîrîrî pu’ pona tîîmo’tai        | "mudando-pé-para-3"            |
| 15      | pu’ taikin                          | "pé-lado"                      |
| 16      | tiwin iratai pu’ pona tîîmo’tai     | "mudando-pé-para-outro lado-1" |
| 17      | saakîne iratai pu’ pona tîîmo’tai   | "mudando-pé-para-outro lado-2" |
| 18      | seurîwîne iratai pu’ pona tîîmo’tai | "mudando-pé-para-outro lado-3" |
| 19      | saakîrîrî iratai pu’ pona tîîmo’tai | "mudando-pé-para-outro lado-4" |
| 20      | pu’ tamî’nawîrî                     | "pé-todo"                      |

A partir de 20, a contagem pode ser feita utilizando pemonkon (pessoa) como base. Ou seja, a base da numeração passa a ser 20, uma vez que cada pessoa tem 20 dedos:
| Numeral | Forma por extenso  | Tradução       |
| ------- | ------------------ | -------------- |
| 20      | tiwin pemonkon     | "uma-pessoa"   |
| 40      | saakîne pemonkon   | "duas-pessoas" |
| 60      | seurîwîne pemonkon | "três-pessoas" |

Apesar disso, indica-se que pemonkon também pode ser usado expressando o valor de 10:
| Numeral | Forma por extenso  | Tradução         |
| ------- | ------------------ | ---------------- |
| 30      | seurîwîne pemonkon | "três-pessoas"   |
| 40      | saakîrîrî pemonkon | "quatro-pessoas" |